# Argentina Open 2017
L'Argentina Open 2017, conosciuto anche come Argentina Open presentado por Buenos Aires Ciudad per motivi di sponsorizzazione, è stato un torneo di tennis giocato sulla terra rossa nella categoria ATP Tour 250 nell'ambito dell'ATP World Tour 2017. È stata la 78ª edizione del torneo precedentemente conosciuto come Copa Telmex. Si è giocato al Buenos Aires Lawn Tennis Club di Buenos Aires, in Argentina, dal 13 al 19 febbraio 2017.

## Partecipanti

### Teste di serie
| Nazionalita | Giocatore            | Ranking* | Testa di serie |
| ----------- | -------------------- | -------- | -------------- |
| Giappone    | Kei Nishikori        | 5        | 1              |
| Uruguay     | Pablo Cuevas         | 20       | 2              |
| Spagna      | David Ferrer         | 25       | 3              |
| Spagna      | Pablo Carreño Busta  | 26       | 4              |
| Spagna      | Albert Ramos Viñolas | 30       | 5              |
| Portogallo  | João Sousa           | 41       | 6              |
| Italia      | Fabio Fognini        | 45       | 7              |
| Italia      | Paolo Lorenzi        | 46       | 8              |

* Ranking al 6 febbraio 2017.

### Altri partecipanti
I seguenti giocatori hanno ricevuto una wild card per il tabellone principale:
- Carlos Berlocq
- Leonardo Mayer
- Janko Tipsarević

Il seguente giocatore è entrato in tabellone con ranking protetto:
- Tommy Robredo

Il seguente giocatore è entrato in tabellone come special exempt:
- Víctor Estrella Burgos

I seguenti giocatori sono entrati nel tabellone principale passando dalle qualificazioni:

- Guido Andreozzi
- Rogério Dutra da Silva
- Alessandro Giannessi
- Jozef Kovalík

## Campioni

### Singolare
Aleksandr Dolhopolov ha sconfitto in finale  Kei Nishikori con il punteggio di 7-6(4), 6-4.
- È il terzo titolo in carriera per Dolhopolov, primo della stagione.

### Doppio
Juan Sebastián Cabal /  Robert Farah hanno sconfitto in finale  Santiago González /  David Marrero con il punteggio di 6-1, 6-4.